# 伊雲·柏杜域
伊雲·柏杜域（Ivan Petrović，1980年1月11日—），生于亚戈迪纳，現效力布什尔老鹰。
他的最近奪得的獎項是2007-08年聯賽第二佳球員和2007-08年聯賽最佳外援。

## 榮譽

### 個人
- 伊朗金球獎
  - 最佳外援球員 (2007/08)

- 伊朗足球獎
  - 最佳外援球員 (2007/08)

- 伊朗超級足球聯賽
  - 2008/09 最佳助攻王

## 來源
- Profile[永久] at Transfermarkt.
- Profile （页面存档备份，存于） at Worldfootball.